# Африканская ушастая сова
Африканская ушастая сова (лат. Asio capensis) — вид птиц из рода ушастых сов, обитающий в Африке. Выделяют три подвида.

## Описание
Взрослая птица достигает роста в 31—38 см, при размахе крыльев в 80—95 см. Масса — от 225 до 485 грамм. Самки крупнее и тяжелее самцов. Имеет оперение земляного цвета и бледно-коричневый лицевой диск с чётким ободком. Перьевые ушки маленькие, и обычно не видны.

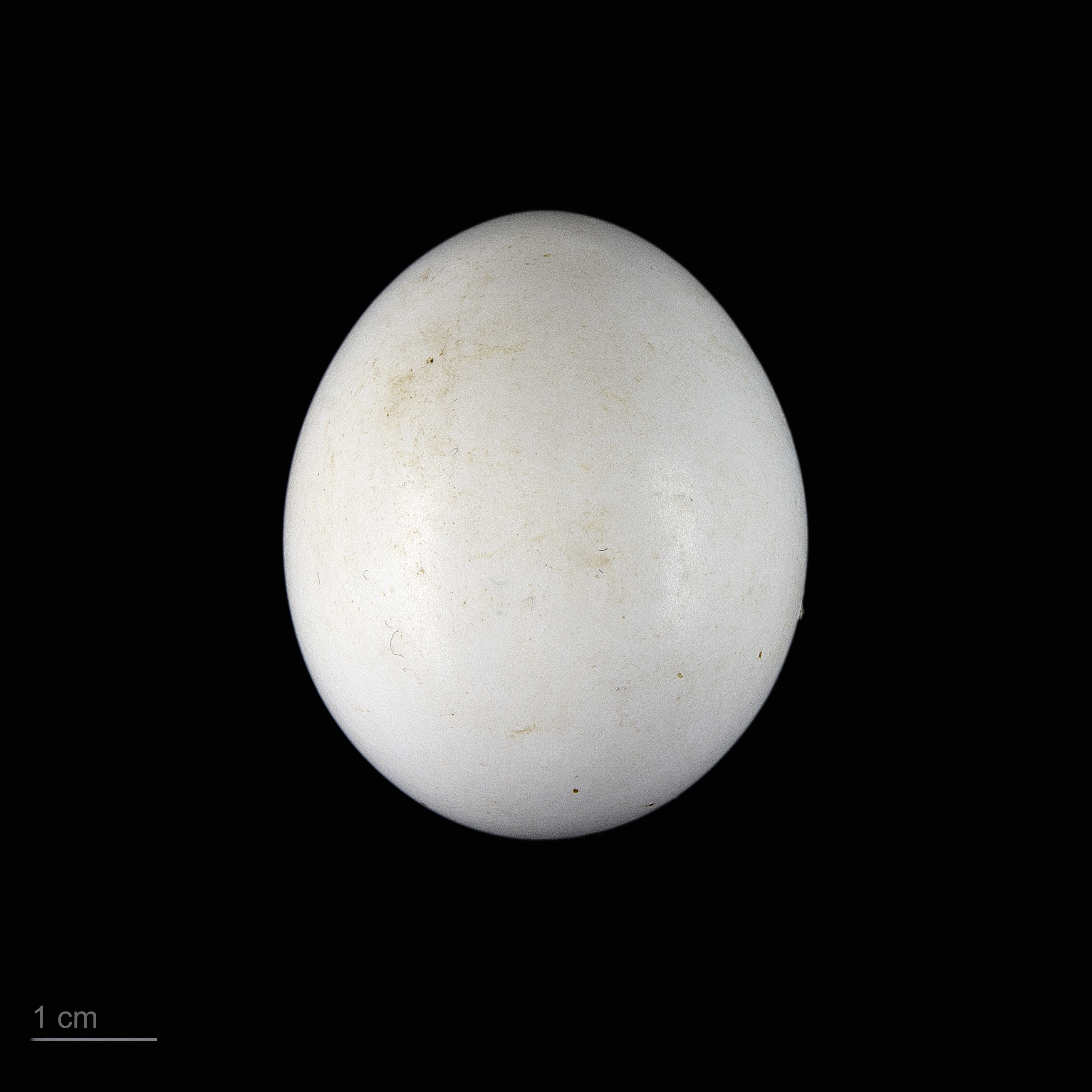
яйцо Asio capensis tingitanus - Тулузский музей

## Распространение и образ жизни
Основной ареал расположен в Африке, южнее Сахары и протянулся от Эфиопии на севере до ЮАР на юге. Имеются изолированные части ареала на северо-западе Марокко и на Мадагаскаре. Среда обитания представляет собой открытые пространства и включает в себя саванны, луга и заболоченные территории. Охотятся ночью на мелких млекопитающих, птиц и насекомых, как правило летая близко к земле. Иногда активны и днём, особенно в пасмурную погоду. Сезон размножения начинается в начале сухого сезона. Образуют моногамные пары и гнездятся прямо на земле, под кустами или выкапывая небольшую ямку. Самка откладывает обычно два или три яйца (реже до шести). Инкубационный период продолжается 27—28 дней. После вылупления птенцы открывают глаза через неделю, через 18 дней ненадолго покидают гнездо и бродят неподалеку. Полностью оперяются через 70 дней.
Описаны три подвида:
- Asio capensis capensis — большая часть Южной Африки, ограниченные ареалы в Нигерии и Сенегале.
- Asio capensis hova — Мадагаскар.
- Asio capensis tingitanus — северо-запад Марокко.